# Incidente del Let L 410 di Slav-Air del 2018
L'incidente aereo di Yirol è avvenuto il 9 settembre 2018 nel Sudan del Sud e ha visto un velivolo Let 410 UVP schiantarsi nel lago di Yirol a poca distanza dall'omonimo aerodromo. L'aeromobile trasportava 23 persone delle quali 20 decedute a seguito dell'impatto con l'acqua.

## L'aereo
L'aeromobile era un Let 410 UVP prodotto dall'azienda Let Kunovice nella Repubblica Ceca, immatricolato nel 1995 in Ucraina con codice di registrazione UR-TWO e con MSN 841328. Il velivolo era di proprietà della società ucraina Slav-Air Company LLC, che l'aveva dato in wet lease alla South West Aviation Co. Ltd con sede a Giuba, nella Repubblica del Sudan del Sud. Il volo era operato per conto del tour operator "Baby Tours and Travels Company" per trasportare passeggeri nella regione del South Lake State.
Il registro delle manutenzioni, custodito a bordo dell'aeromobile, è andato perso nell'incidente ma alcuni documenti attestanti le manutenzioni effettuate furono raccolti presso la sede della Slav-Air, in Ucraina. Tutti i certificati di aeronavigabilità dell'aeromobile erano in corso di validità. Il registro di volo era stato correttamente compilato, ad eccezione del peso e del bilanciamento, i cui dati presentavano alcune discrepanze con quanto in seguito calcolato dagli investigatori. Il carburante utilizzato, di tipo Jet-A1 è risultato, da analisi post incidente, di normale qualità e non contaminato. Una settimana prima dell'incidente i generatori di corrente del velivolo erano stati sottoposti a manutenzione straordinaria a Pibor ma non fu emesso dall'autorità nazionale di vigilanza un certificato di autorizzazione al servizio dopo la riparazione, procedura invece obbligatoria. Il Let 410 UVP era atterrato a Giuba la stessa mattina dell'incidente, pilotato da un equipaggio differente da quello che avrebbe poi condotto il volo verso Yirol.

## L'incidente
Il 9 settembre 2018 alle ore 08:00 locali, corrispondenti alle ore 05:00 UTC, il Let 410 decollò dell'aeroporto Internazionale di Giuba con destinazione la pista di atterraggio di Yirol, distante circa 122 miglia nautiche (226 km), per un tempo stimato di volo di 45 minuti. Il peso al decollo era di 5 700 kg di cui 3 800 kg del solo velivolo.
Le previsioni meteorologiche (Terminal Aerodrome Forecast) sull'aerodromo di destinazione tra le ore 05:00 UTC e le ore 09:00 UTC riportavano nebbia con visibilità di 8 km, poche nubi al di sotto dei 3 000 piedi (910 m) e nubi sparse sopra i 14 000 piedi (4 300 m). Durante il volo, tuttavia, la visibilità era scesa a pochi metri e i piloti, nonostante avessero sorvolato Yirol, non riuscirono ad individuarne la pista, in quanto non era servita da radioassistenze e l'equipaggio conduceva un volo a vista con l'ausilio del GPS. Dopo aver effettuato alcune orbite per acquisire i riferimenti visivi con l'aerodromo, il velivolo impattò la superficie del lago di Yirol, uno specchio d'acqua a circa un miglio a ovest dalla pista.
L'aerodromo non disponeva di servizi del traffico aereo e di emergenza, a eccezione di un medico: furono le autorità locali a soccorrere i sopravvissuti all'incidente. I danni riportati al Let 410 UVP risultarono tutti causati dall'urto, poiché non si erano sviluppati incendi a bordo. La fusoliera fu trovata compressa dall'urto, la cabina di pilotaggio deformata e in parte frantumata. Entrambi i motori si erano fortemente danneggiati nell'impatto e furono ritrovati sommersi nell'acqua del lago, ancora attaccati alle ali e con le eliche completamente deformate. L'unica parte dell'aeromobile parzialmente intatta fu la sezione di coda. L'incidente non aveva causato danni a cose o persone al suolo, ma la fuoriuscita di carburante, di olio motore e di liquidi dai sistemi idraulici del velivolo contaminò le acque del lago.
Sull'aeromobile erano imbarcate 23 persone, di cui 4 bambini, e 2 membri dell'equipaggio. Nell'incidente persero la vita 18 passeggeri e tutti i membri dell'equipaggio per un totale di 20 vittime. I tre sopravvissuti riportarono ferite gravi. Tra le vittime vi era il vescovo anglicano di Yirol, Simon Adut Yuang.

## Le indagini
Sebbene il Flight Data Recorder venne recuperato il 10 settembre e il Cockpit Voice Recorder il 30 settembre, non fu possibile leggere alcuna informazione sui due apparati in quanto i nastri per le registrazioni si erano esauriti e non erano stati sostituiti. Le indagini condotte, basate sulle analisi del relitto e sulle interviste a testimoni, hanno permesso di catalogare l'incidente come volo controllato contro il suolo (CFIT) e di far risalire le cause dell'incidente a una serie di fattori:
- la compagnia aerea non aveva acquisito i briefing meteorologici da consegnare all'equipaggio;
- tenuto conto del peggiorare delle condizioni meteorologiche, i piloti avrebbero dovuto dirottare il volo ad un aeroporto alternato ma continuarono invece a volare verso la destinazione prevista nonostante la scarsa visibilità;
- l'altimetro di bordo risultò regolato a un valore di pressione errato, fornendo indicazioni di quota superiori a quelle reali. Lo strumento, recuperato dal relitto al suolo, segnava infatti 1 780 piedi (540 m).